# Nițchidorf
Nițchidorf je rumunská obec v župě Timiș v historickém regionu Banát. V roce 2011 zde žilo 1 556 obyvatel. Součástí obce jsou i vesnice Blajova a Duboz.
Narodila se zde spisovatelka Herta Müllerová.